# بيدرو ليل
بيدرو ليل (بالإسبانية: Pedro Leal)‏ (31 يناير 1989 في كوستاريكا - ) هو مدرب كرة قدم ولاعب كرة قدم كوستاريكي في مركز الدفاع. شارك مع منتخب كوستاريكا تحت 20 سنة لكرة القدم ومنتخب كوستاريكا لكرة القدم. أما مع النوادي، فقد لعب مع نادي سينيتسا وA.D. Carmelita ‏ وA.D. Municipal Pérez Zeledón ‏ وAsociación Deportiva Municipal Puntarenas ‏ ونادي بونتاريناس.

## وصلات خارجية
- بيدرو ليل على موقع الاتحاد الدولي (مؤرشف)  (الإنجليزية)
- بيدرو ليل على موقع قاعدة بيانات كرة القدم.إي يو (الإنجليزية)
- بيدرو ليل على موقع ناشيونال فوتبول تيمز (الإنجليزية)
- بيدرو ليل على موقع Soccerway.com (الإنجليزية)